# Sahibabad Daulat Pur
Sahibabad Daulat Pur es una ciudad censal situada en el distrito de Delhi noroeste,  en el territorio de la capital nacional,  Delhi (India). Su población es de 54773habitantes (2011). 

## Demografía
Según el censo de 2011 la población de Sahibabad Daulat Pur era de 54773 habitantes, de los cuales 30402 eran hombres y 24371 eran mujeres. Sahibabad Daulat Pur tiene una tasa media de alfabetización del 73,08%, inferior a la media estatal del 86,21%: la alfabetización masculina es del 81,54%, y la alfabetización femenina del 62,26%.